# Balatun
Balatun (en serbe cyrillique : Балатун) est un village de Bosnie-Herzégovine. Il est situé sur le territoire de la ville de Bijeljina et dans la république serbe de Bosnie. Selon les premiers résultats du recensement bosnien de 2013, il compte 1 351 habitants.

## Géographie
Le village est situé à la frontière entre la Bosnie-Herzégovine et la Serbie, à la confluence de la Drina et de la Save, un affluent du Danube.

## Démographie

### Évolution historique de la population dans la localité
| 1948  | 1953  | 1961  | 1971  | 1981  | 1991  | 2013  |
| ----- | ----- | ----- | ----- | ----- | ----- | ----- |
| 1 347 | 1 430 | 1 473 | 1 444 | 1 400 | 1 305 | 1 351 |

|  |